# Przemysław Pochopień
Przemysław Pochopień (ur. 27 stycznia 1982) – polski lekkoatleta specjalizujący się w skoku w dal.
W trakcie kariery zawodnik AZS-AWF Kraków. Srebrny medalista mistrzostw Polski (2007), brązowy medalista halowych mistrzostw Polski (2006) oraz złoty (2003) i srebrny (2004) medalista młodzieżowych mistrzostw Polski w skoku w dal. Brązowy medalista młodzieżowych mistrzostw Polski w sztafecie 4 x 100 metrów.
Rekord życiowy: 7,71 (2005).